# Айтел Фридрих II (Хоенцолерн-Хехинген)
Айтел Фридрих II (I/V) фон Хоенцолерн-Хехинген (на немски: Eitel Friedrich II von Hohenzollern-Hechingen; Eitel Friedrich I/V von Hohenzollern; * януари 1601, Хехинген; † 11 юли 1661, Исенхайм, Елзас) от швабската линия на Хоенцолерните, е 2. княз на Хоенцолерн-Хехинген (1623 – 1661), имперски генерал през Тридесетгодишната война.

## Биография
Той е големият син на 1. княз Йохан Георг I фон Хоенцолерн-Хехинген (1577 – 1623) и графиня Франциска фон Залм-Ньофвил († 1619), дъщеря на вилд- и рейнграф Фридрих фон Залм-Нойфвил (1547 – 1608) и първата му съпруга графиня Франциска фон Залм-Баденвайлер (1545 – 1587). Внук е на граф Айтел Фридрих I фон Хоенцолерн-Хехинген (1545 – 1605) и втората му съпруга Сибила фон Цимерн (1558 – 1599), дъщеря на граф Фробен Христоф фон Цимерн и Кунигунда фон Еберщайн. Брат е на Филип (1616 – 1671), който го наследява като княз на Хоенцолерн-Хехинген.
Айтел Фридрих II фон Хоенцолерн-Хехинген следва в университетите във Виена и Инголщат, след това пътува в Италия и Франция. През 1623 г. става княз на Хоенцолерн-Хехинген след баща му.
Айтел Фридрих II е католик, на служба на император Фердинанд II. През Тридесетгодишната война е императорски генерал-фелдмаршал. През 1640 г. той е приет в Регенсбург в имперската княжеска колегия. Страната му е ограбена през войната и има големи задължения. Дълги години той живее заради съпругата си в Нидерландия.
Князът е погребан в манастирската църква „Св. Якоб“ в Хехинген.

## Фамилия
Айтел Фридрих II фон Хоенцолерн-Хехинген се жени на 19 март 1630 г. в Баутерсем за далечната си братовчедка графиня Мария Елизабет ван Берг-с'Херенберг (* януари 1613, Стевенсвеерт; † 29 ноември 1671, Берген-оп-Зом), наследница на Берген-оп-Зом и графствата Херенберг и Вален, дъщеря на граф Хайнрих фон Берг-с'Херенберг (1573 – 1638) и баронеса Маргарета фон Витхем фон Баутерсем († 1627). Те имат две деца:
- син (*/† 8 април 1632, Хедел)
- Мария Франциска Хенриета (* 1642; † 17 октомври 1698, Берген-оп-Цоом), маркиза на Берген-оп-Цоом, омъжена 1662 г. в Берген-оп-Цоом за граф Фридрих Мориц де Ла Тур д’Оверн (* 15 януари 1642; † 23 ноември 1707, Париж)

- Мария Елизабет ван Берг-с'Хееренберг
- Дъщеря му Франциска Хенриета фон Хоенцолерн, 1649